# 武氏映春
武氏映春（發音：[vɔ˦ˀ˥ tʰi˧˨ʔ ʔajŋ̟˧˦ swən˧˧]；1970年1月8日—），越南政治人物，女性，安江省靜邊縣泰山社人，現任國家副主席，曾兩度代理國家主席。1994年12月20日加入越南共產黨，公共管理碩士。

## 履历
武氏映春于1992年9月参加工作，早年在安江省龙川市美泰高级中学任教，期间加入越南共产党。1996年，步入政坛，历任越共安江省委办公厅综合研究员、安江省妇女联合会副主席、主席、越共安江省委民运部副部长、第十一届越共中央候补委员、安江省委常委、新洲市社党委书记、省人民委员会副主席、省委副书记等职务。
2015年，接替已经调任越共中央经济部副部长的潘文六，升任越共安江省委书记。并在翌年越南共产党第十二届中央委员会第一次全体会议上当选为越共中央委员。2021年1月31日，在越南共产党第十三届中央委员会第一次全体会议上再度当选为越共中央委员，并于同年4月被越南国会任命为国家副主席。其原先担任的越共安江省委书记一职则由越南最高人民法院常务副院长黎鸿光接替。
2023年1月18日，在原國家主席阮春福宣佈引咎辭職后，國家副主席武氏映春出任國家代主席，是繼鄧氏玉盛後第二位代理國家主席的女性，直至当年3月2日國會選舉產生新的國家主席武文賞。
2024年3月21日越南国会常务委员会发布通知，宣布由国家副主席武氏映春出任国家代主席，接替辞职的主席武文赏，直到国会于5月22日选出苏林作为新一任国家主席。